# کبالت (II) برومید
کبالت(II) برومید (به انگلیسی: Cobalt(II) bromide) با فرمول شیمیایی CoBr۲, CoBr۲.6H۲O, CoBr۲.2H۲O یک ترکیب شیمیایی با شناسه پاب‌کم ۲۴۶۱۰ است. که جرم مولی آن ۲۱۸٫۷۴۱۲ g/mol می‌باشد. شکل ظاهری این ترکیب، بلورهای سبز روشن است.